# ليزلي وينغ
ليزلي وينغ (بالإنجليزية: Leslie Wing)‏ هي ممثلة أمريكية، ولدت في القرن العشرين.

## أعمال

### أفلام
- (2006) هاي سكول ميوزيكال
- (2007) هاي سكول ميوزيكال 2

## وصلات خارجية
- ليزلي وينغ على موقع IMDb (الإنجليزية)
- ليزلي وينغ على موقع قاعدة بيانات الفيلم (الإنجليزية)